# Heinrich Wilhelm Krausnick

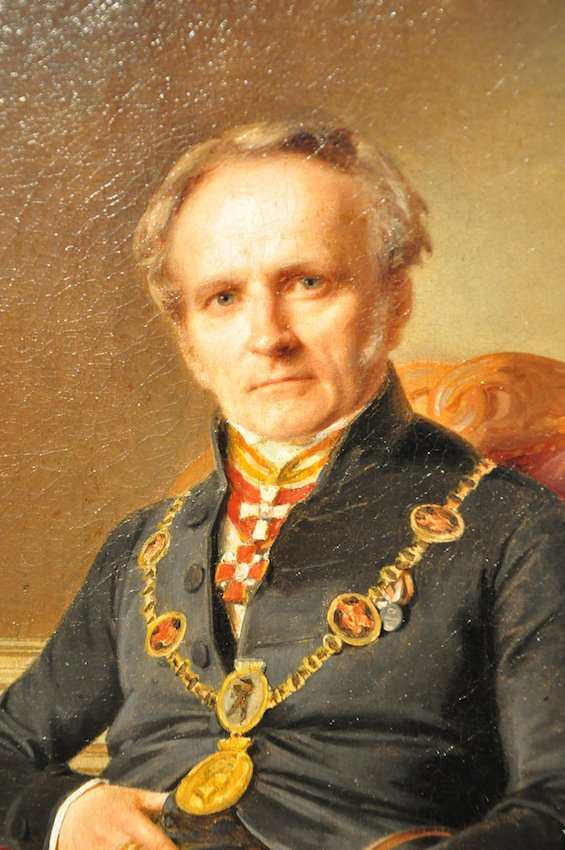
Heinrich Wilhelm Krausnick, Gemälde im Märkischen Museum

Heinrich Wilhelm Krausnick (* 30. März 1797 in Potsdam; † 14. Dezember 1882 in Berlin) war ein deutscher Jurist und Oberbürgermeister von Berlin.

## Leben
Krausnick besuchte in Potsdam das Gymnasium Große Stadtschule, ab 1816 studierte er Rechtswissenschaften an der Berliner Universität und schloss sich der 1817 der Landsmannschaft und späterem Corps Marchia Berlin an. 1817 wurde er auch Mitglied der Alten Berliner Burschenschaft. Danach war er als Assessor und Justizrat am Stadtgericht Berlin tätig. 1826 erhielt Krausnick eine Stelle am Oberlandesgericht Breslau, 1830 kehrte er nach Berlin zurück und war dann am preußischen Kammergericht in Berlin tätig. 1831 wurde er ins Preußische Justizministerium berufen.
Krausnick wurde 1834 als Nachfolger von Friedrich von Bärensprung zum Oberbürgermeister von Berlin gewählt. Am 31. März 1848 wurde er bei den Wahlen zur Berliner Stadtverordnetenversammlung im Zuge der Deutschen Revolution 1848/1849 abgewählt, kam jedoch 1850 noch einmal für zwölf Jahre in das Amt des Oberbürgermeisters der Stadt.
Mit der Amtszeit von 1834 bis 1849 (mit einer Unterbrechung von zwei Jahren) war Krausnick der bis dahin dienstälteste Oberbürgermeister der Stadt Berlin, was am 26. Mai 1849 durch die Anbringung einer Gedenktafel in der Jüdenstraße in Berlin-Mitte gewürdigt wurde („Stadtältester“).
In seiner Amtszeit wurden 1861 Moabit, Wedding, die Schöneberger Vorstadt und die
Tempelhofer Vorstadt nach Berlin eingemeindet.
Ab 1854 war Krausnick Mitglied des Preußischen Herrenhauses.
Krausnick war 1865 zusammen mit Julius Beer und Ferdinand Meyer Mitbegründer des Vereins für die Geschichte Berlins.
In der Revolutions-Zeit (1848–1850) war nach Krausnicks Abwahl Franz Christian Naunyn amtierender Oberbürgermeister von Berlin.

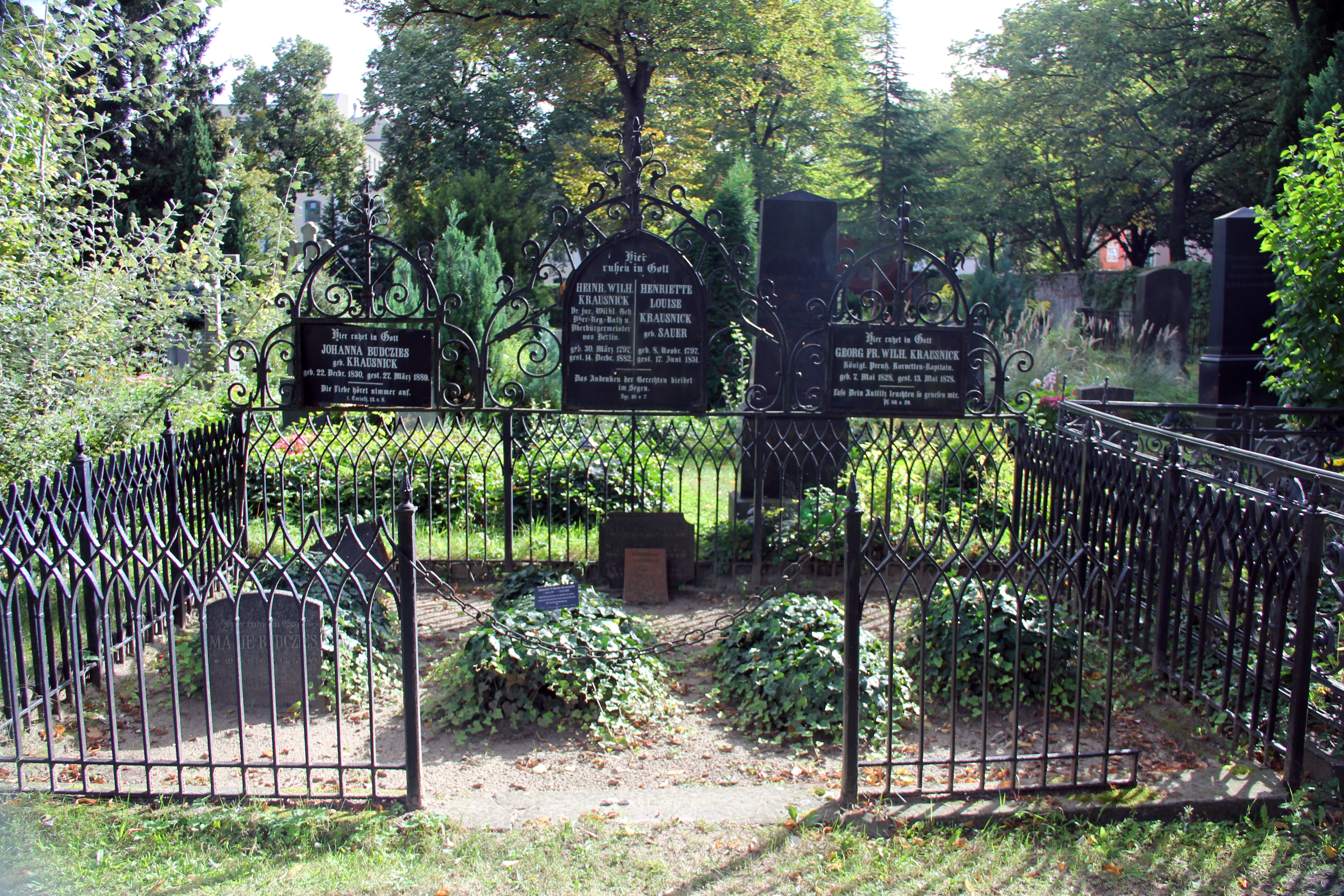
Grabstätte der Familie Krausnick in Berlin-Kreuzberg

Heinrich Wilhelm Krausnick starb 1882 im Alter von 85 Jahren in Berlin. Beigesetzt wurde er im Erbbegräbnis seiner Familie auf dem Friedhof II der Jerusalems- und Neuen Kirche vor dem Halleschen Tor. Auf der Gittergrabanlage ruht er zusammen mit seiner Gattin Henriette Louise geb. Sauer (1797–1851) und den gemeinsamen Kindern Georg Friedrich Wilhelm Krausnick (1828–1878) und Johanna Budczies geb. Krausnick (1830–1889) sowie weiteren Familienangehörigen.

## Ehrungen
In Berlin-Mitte wurde durch Kabinettsorder am 7. Oktober 1861 eine neu angelegte Straße nach Krausnick benannt (verläuft von der Oranienburger und Monbijoustraße bis zur Großen Hamburger Straße).
Anlässlich seines ehrenvollen Ausscheidens aus dem Amt des Oberbürgermeisters nach insgesamt 26-jähriger Tätigkeit für das Gemeinwohl wurde Krausnick am 30. Dezember 1862 zum Ehrenbürger von Berlin ernannt.
Die letzte Ruhestätte von Heinrich Wilhelm Krausnick auf dem Friedhof II der Jerusalems- und Neuen Kirche (Grabstelle 231-EB-71) in Berlin-Kreuzberg ist seit 1952 als Ehrengrab des Landes Berlin gewidmet. Da Krausnick Ehrenbürger von Berlin war, ist die Widmung – im Unterschied zur Mehrzahl der Berliner Ehrengräber – zeitlich nicht befristet.
- Roter Adlerorden, 2. Klasse mit Eichenlaub (1840)[6]
- Königlicher Hausorden von Hohenzollern, Komturkreuz (1861)
- Orden der Heiligen Anna (Russland), 1. Klasse (1838, Dank des Zaren für die Ehrenbürgerwürde Berlins)[7]

## Schriften
- Das Berliner Rathhaus: Denkschrift zur Grundsteinlegung für das neue Rathhaus am 11ten Juni 1861. Berlin 1861 und 2. Auflage, Berlin 1862.